# Saint-Félix-de-Pallières
 Saint-Félix-de-Pallières  es una población y comuna francesa, situada en la región de Languedoc-Rosellón, departamento de Gard, en el distrito de Le Vigan y cantón de Lasalle.

## Demografía
| 218 | 201 | 148 | 151 | 167 | 203 |
| Para los censos de 1962 a 1999 la población legal corresponde a la población sin duplicidades (Fuente: INSEE [Consultar]) |     |     |     |     |     |